# Konsulat Generalny RP w Sydney
Konsulat Generalny Rzeczypospolitej Polskiej w Sydney (ang. Consulate General of the Republic of Poland in Sydney) – polska misja konsularna w Sydney, w gminie Woollahra, w Związku Australijskim.
Jedna z dwóch (obok Ambasady RP w Canberze) zawodowych polskich placówek dyplomatyczno-konsularnych w tym kraju. Obejmuje swoją właściwością terytorialną cały obszar Australii oprócz Australijskiego Terytorium Stołecznego (ACT) oraz Papuę-Nową Gwineę, Vanuatu, Wyspy Marshalla, Wyspy Salomona i pozostałe niezależne państwa Oceanii.

## Konsulowie generalni
- 1941–1945 – Sylwester Gruszka
- ok. 1959 – Andrzej Szemiński[3]
- 1969–1973 – Janusz Świtkowski
- ok. 1980 – Jan Nowak(inne języki)[4]
- 1988–1990 – Kazimierz Ciaś[5][6]
- 1991–1996 – Grzegorz Pieńkowski
- 1996–2001 – Wiesław Osuchowski
- 2001–2004 – Tadeusz Żyliński
- 2004–2009 – Ryszard Sarkowicz
- 2009–2013 – Daniel Gromann
- 16 sierpnia 2013–2018 – Regina Jurkowska
- wrzesień 2019 – październik 2023 – Monika Kończyk
- od 12 października 2024 – Piotr Rakowski